# Energia de Fermi
L'energia de Fermi (EF) és l'energia del nivell més alt ocupat per un sistema quàntic a temperatura zero. Rep el seu nom del físic Enrico Fermi. L'energia de Fermi és important a l'hora d'entendre el comportament de partícules fermiòniques, com per exemple els electrons. Els fermions són partícules de spin semienter que verifiquen el principi d'exclusió de Pauli, que dicta que dos fermions no poden ocupar simultàniament el mateix estat quàntic. D'aquesta manera, quan un sistema té diversos electrons, aquests ocuparan nivells d'energia majors a mesura que els nivells inferiors es van omplint. Des d'aquest punt de vista l'energia de Fermi en un sistema de fermions no interaccionants és l'augment més petit d'energia del nivell fonamental quan s'afegeix exactament una partícula al sistema.
En física de l'estat sòlid la superfície de Fermi és la superfície en l'espai de moments en la qual l'energia total és igual a l'energia de Fermi. Breument, es pot dir que la superfície de Fermi divideix els estats electrònics ocupats dels quals romanen lliures. En un gas d'electrons lliures (o gas de Fermi) la superfície de Fermi és una esfera (esfera de Fermi); per a sistemes periòdics (com sòlids cristal·lins) aquesta superfície pot tenir una topologia (una "forma") gens trivial (vegeu zona de Brillouin). El volum englobat per la superfície de Fermi defineix el nombre d'electrons en el sistema i la forma de la superfície està directament relacionada amb les propietats de transport del sòlid, com la conductivitat elèctrica. En un gas de Fermi l'energia de Fermi es relaciona amb la densitat d'electrons de la següent manera:
{\displaystyle E_{F}={\frac {\hbar ^{2}}{2m}}(3\pi ^{2}n)^{2/3}}
on m és la massa de l'electró i n és la densitat d'electrons. Així, aquesta densitat d'electrons determina l'energia i la posició del nivell de Fermi. Evidentment, si el volum que conté el gas es redueix, l'energia de Fermi augmenta (la densitat d'electrons es pot determinar experimentalment, amb mesures d'efecte Hall, per exemple).
És possible relacionar el concepte d'energia de Fermi, que sorgeix de la mecànica estadística quàntica, amb el concepte macroscòpic de potencial químic. L'energia de Fermi d'un gas d'electrons lliures no relativista i en tres dimensions es pot relacionar amb el potencial químic a través de l'equació:
{\displaystyle \mu =E_{F}\left[1-{\frac {\pi ^{2}}{12}}\left({\frac {kT}{E_{F}}}\right)^{2}+{\frac {\pi ^{4}}{80}}\left({\frac {kT}{E_{F}}}\right)^{4}+...\right]}
on EF és l'energia de Fermi, k és la constant de Boltzmann i T és la temperatura. Per tant, el potencial químic és aproximadament igual a l'energia de Fermi a temperatures molt inferiors a una energia característica denominada temperatura de Fermi, EF/k. Aquesta temperatura característica és de l'ordre de 10⁵ K; per tant per a un metall a una temperatura ambient de 300 K l'energia de Fermi i el potencial químic són essencialment equivalents. Aquest és un detall significatiu atès que el potencial químic, i no l'energia de Fermi, és el que apareix en l'estadística de Fermi-Dirac.